# Олимпийский комитет Восточного Тимора
Национальный олимпийский комитет Восточного Тимора (порт. Comitê Olímpico Nacional de Timor-Leste) — организация, представляющая Восточный Тимор в международном олимпийском движении. Основан и зарегистрирован в МОК в 2003 году.
Штаб-квартира расположена в Дили. Является членом Международного олимпийского комитета, Олимпийского совета Азии и других международных спортивных организаций.